# Lutzville
Lutzville (Nederlands, verouderd: Vleermuisklip) is een dorp in de Zuid-Afrikaanse provincie West-Kaap. Lutzville behoort tot de gemeente Matzikama dat onderdeel van het district Weskus is.